# Нагачевская, Зиновия Ивановна
Зиновия Ивановна Нагачевская (укр. Зіновія Іванівна Нагачевська; род. 4 июня 1950 года, Крапивник) — советский и украинский педагог. Доктор педагогических наук (2009), доцент. Автор свыше 120 публикаций. Награждена медалью А. С. Макаренко (1988).
Занимается изучением истории становления и развития общественного дошкольного воспитания в Галиции (XIX — первая треть XX вв.); творческого наследия и педагогической деятельности Софии Русовой; украинской школы и педагогической мысли за пределами Украины (конец XIX—XX в.); педагогической мысли и просвещения в женском движении Западной Украины, развития высшего педагогического образования на Прикарпатье.

## Биография
Родилась 4 июня 1950 года в Крапивнике. Окончила Выгодскую среднюю школу (Долинский район Ивано-Франковской области).
В 1971 году с отличием окончила филологический факультет Ивано-Франковского педагогического института имени Василия Стефаника (диплом с отличием).
В 1971—1973 годах — организатор внеклассной и внешкольной работы и учитель украинского языка и литературы Новицкой средней школы (Калушский район Ивано-Франковской области).
В 1973—1982 годах занималась общественно-политической деятельностью в Калуше.
В 1982—1988 годах — заместитель начальника Ивано-Франковского областного управления профессионально-технического образования.
В 1988—1990 годах — заведующая педагогическим отделом Ивано-Франковского областного института усовершенствования учителей.
В 1990—1991 годах — ассистент кафедры педагогики и психологии дошкольного воспитания Ивано-Франковского педагогического института имени Василия Стефаника.
В 1991—1995 годах обучалась в аспирантуре, в 1995 году защитила кандидатскую диссертацию на тему «Становление и развитие общественного дошкольного воспитания в Галичине (конец XIX в. — 1939 г.)».
В 1995—1996 годах — ассистент, в 1996—2000 и в 2003—2006 годах — доцент кафедры истории педагогики Прикарпатского национального университета имени Василия Стефаника.
В 2000—2003 годах обучалась в докторантуре, в 2009 году защитила докторскую диссертацию: «Педагогическая мысль и просвещение в женском движении Западной Украины (II половина XIX века. — 1939 г.)».
С 2006 года — доцент, а с 2009 года — профессор кафедры педагогики имени Богдана Ступарика (с 2019 года — кафедры педагогики и образовательного менеджмента имени Богдана Ступарика) Прикарпатского национального университета имени Василия Стефаника.
В 2010—2019 годах — главный редактор, с 2019 года — член редколлегии журнала «Горизонты» (с 2019 — «Образовательные горизонты») Ивано-Франковского областного института последипломного педагогического образования, где также является профессором кафедры теории и методики обучения.
Замужем, имеет двух дочерей, трех внуков.